# Engyprosopon longipelvis
 Engyprosopon longipelvis és un peix teleosti de la família dels bòtids i de l'ordre dels pleuronectiformes.

## Morfologia
Pot arribar als 7 cm de llargària total.

## Distribució geogràfica
Es troba a les costes de la Xina i del Japó.